# Sharafvand
Sharafvand (persiska: شرف وند) är en ort i Iran.   Den ligger i provinsen Kermanshah, i den västra delen av landet, 500 km väster om huvudstaden Teheran. Sharafvand ligger 1 323 meter över havet och antalet invånare är 186.
Terrängen runt Sharafvand är huvudsakligen platt, men åt sydost är den kuperad.Runt Sharafvand är det ganska tätbefolkat, med 185 invånare per kvadratkilometer. Närmaste större samhälle är Kūzarān-e Sanjābī, 9,2 km väster om Sharafvand. Trakten runt Sharafvand består till största delen av jordbruksmark.